# Dailybusiness.ro
dailybusiness.ro este un cotidian online de business din România, deținut de compania AdEvolution. Site-ul a avut 116.098 vizitatori unici în luna mai 2009.